# Симон I фон Липе
Симон I фон Липе (на немски: Simon I von Lippe; * ок. 1196; † 6 юни 1277) от фамилията Дом Липе, е епископ на Падерборн от 1247 до 1277 г. (не трябва да се бърка с племенника му Симон I фон Липе (1261 – 1344)).

## Биография
Той е вторият син на Херман II фон Липе, господар на Липе и Реда, и съпругата му графиня Ода фон Текленбург, дъщеря на граф Симон фон Текленбург и на графиня Ода фон Берг-Алтена. Брат е на Бернхард III (1194 – 1265) и на Ото II фон Липе, епископ на Мюнстер (1198 – 1259).
През 1247 г. Симон става епископ на Падерборн и има комфликти с архиепископите на Кьолн. През 1254 г. той е победен в битка близо до Дортмунд от архиепископа на Кьолн Конрад I и пленен и затворен от 1254 до 1256 г. От 1260 до 1266 г. той е администратор на абатство Корвей.
Симон участва през 1267 г. в битката при Цюлпих против Дом Юлих, в която е пленен. Освободен е през 1269 г. от Бернхард IV фон Липе и фамилията Дом Липе получава задължения.
През 1275 г. Симон е опекун на племенника си Симон I фон Липе, синът на Бернхард IV. Симон умира на 6 юни 1277 г.